# Ломоносов Михайло Васильович
Миха́йло Васи́льович Ломоно́сов (рос. Михаил Васильевич Ломоносов; нар. 8 (19) листопада 1711, село Денисовка, біля м. Холмогори, Архангелогородська губернія, Московське царство — пом. 4 (15) квітня 1765) — російський натураліст, історик, художник, поет, творець багатьох слів та термінів російської мови, перший російський академічно освічений вчений. Був не так науковцем, як, переважно, активним популяризатором природознавства.

## Життєпис
Михайло Ломоносов народився 1711 року у заможній родині поморів із села Денисівка. Це село знаходилося на Курострові — великому острові посеред річки Північна Двіна, навпроти містечка Холмогори. Його батько, Василь Дорофійович, мав кілька риболовецьких суден й ходив на них по рибу до Білого моря та Північного океану. Формально він був вільним селянином, фактично — рибопромисловцем, купцем та землевласником, — ймовірно найзаможнішим мешканцем Курострова. Перший його шлюб був із донькою диякона Оленою Іванівною, уродженою Сівковою, — матір'ю Михайла Ломоносова.
Дядько Ломоносова, Іван Дорофійович, був митним підячим Антонієво-Сійського монастиря, значного культурного центру Помор'я. Існують відомості про близькість Ломоносова до старообрядців-безпопівців, що вирізнялися своєю книжною культурою та потягом до освіти.
Узимку 1730 р. дев'ятнадцятирічний Ломоносов вирушив до Москви. Від'їзд до Москви був запланований — він отримав у воєводській канцелярії паспорт терміном на рік і заручився згодою батька. У Москві він склав іспити до Московської слов'яно-греко-латинської академії при Заіконоспаському монастирі. Незважаючи на вік, Ломоносова було зараховано до наймолодшого класу, оскільки він зовсім не знав латини. Через рік він настільки вивчив латину, що міг складати невеликі вірші. Уже тоді він ґрунтовно вивчав поетику і риторику.
У жовтні-грудні 1734 року перебував у Києві, де слухав лекції у Києво-Могилянській академії та знайомився з книгозбірнями монастирів. Наступного 1735 року його разом з іншими дванадцятьма учнями було відправлено до Петербурга та зараховано до складу студентів університету Академії наук.
Вже за кілька місяців, у вересні 1736 р., Ломоносова з двома іншими студентами академії (Райзером та Виноградовим) спорядили до Німеччини для навчання металургії та гірничої справи. Закордонне відрядження тривало майже п'ять років (до червня 1741 р.) Увесь цей час Ломоносов з товаришами перебував здебільшого у Марбурзі, в університеті філософії, де вивчав фізику та механіку у Христіана Вольфа, а математику та хімію — у Ю. Г. Дуйзинга.
Христіан Вольф, який опікувався російськими студентами на прохання російської академії наук, так описував їхню поведінку у своєму звіті: «Гроші, привезені з собою, вони прогуляли… Наробили різних боргів… Вони понад міру вдавалися до розпусного життя й пристрасні щодо жіноцтва… Поки вони були тут, кожен боявся сказати хоча б слово, бо своїми погрозами вони тримали всіх у страху. Їхній від'їзд позбавив мене багатьох турбот».
1739 р. російські студенти перебралися до Фрайберга, де під керівництвом Генкеля вивчали металургію та гірничу справу. Генкель негативно відгукувався про свого учня: «Доручив я Ломоносову роботу, яку зазвичай й сам виконую, проте він мені двічі навідріз відповів: „Не хочу!“ Далі він страшенно шумів, бився з сили в стіну, кричав з вікна, лаявся». Після того як Ломоносов посварився зі своїм наставником він залишив Фрайберг та вирішив повернутися до Марбурга, де мешкала його наречена Єлизавета Цильх, таємний шлюб з якою було укладено 1740 року.
Дорогою до Марбурга, перебуваючи на околицях Дюсельдорфа наприкінці травня 1740 Ломоносов у п'яному стані завербувався до прусської армії, звідки втік у жовтні того ж року. Повернувшись до Марбурга, він жив у знайомих до травня 1741 року, після чого на вислані Академією гроші повернувся до Російської імперії. Там його призначили ад'юнктом Академії з фізичного класу.
На початку 1740-х рр. практично всі академіки були етнічними німцями й іноземцями. Зокрема справами Академії керував Голова академічної канцелярії Йоган Даніель Шумахер. За часів правління Анни Іванівни та її наступника багато німців було також і серед імперських високопосадовців. Після чергового палацового перевороту, внаслідок якого трон захопила Єлизавета Петрівна, різко зріс рівень ксенофобії, особливо стосовно німців. Не уникли нападок й академіки, до цькування яких Ломоносов теж долучився. Він був людиною непоступливою, сварився з Шумахером та іншими академіками, з будь-якого приводу висловлюючи їм свою неповагу. Робив він це переважно у стані алкогольного сп'яніння. Приходячи в такому вигляді на засідання академіків він влаштовував скандали й навіть бійки. Врешті через побиття академіків у квітні 1743 його було заарештовано 28 травня того ж року. Під вартою він пробув майже вісім місяців, і був звільнений 18 січня 1744 року, із зобов'язанням публічно вибачитися перед професорами.
У 1745, після захисту дисертації «Про металевий блиск», Ломоносов став професором хімії й повноправним членом Академії. Однією з перших його ініціатив на новій посаді стала організація 1748 р. хімічної лабораторії Академії на Васильєвському острові. Ломоносов намагався забезпечити свою лабораторію саморобними приладами для фізико-хімічних досліджень.
Серед праць Ломоносова є роботи з фізики, хімії, астрономії, гірничої справи, геології та географії (зокрема метеорології та кліматології, гідрології та гляціології, палеогеографії та палеоетектоніки, суспільної географії), історії і філології. Ломоносов дуже мало піклувався про поширення своїх праць за кордоном[джерело?]. Результати його наукової діяльності, хоча і відзначалися в голландських, німецьких і французьких наукових журналах[джерело?], у цілому залишилися маловідомими європейським вченим, а в Росії тоді було замало фахівців, здатних оцінити їх.
У своїй дисертації «Міркування про причину тепла і холоду» (1744 р.), він прямо пов'язав температуру тіла з «внутрішнім рухом власної матерії», тобто з рухом дрібних часток (молекул), з яких, за його переконанням, складалося будь-яке тіло.[джерело?] У дисертації «Спроба теорії пружної сили повітря» (1749 р.) він прогнозував деякі засади кінетичної теорії газів.[джерело?]
У 1748 році в одній зі своїх праць сформулював висловлений ще Лукрецієм Титом Каром закон збереження маси речовин. Попри те що подібні сентенції були широко відомі ще з часів Давньої Греції, у російській та радянській літературі його часто називають першовідкривачем цього закону. Втім, сам Ломоносов ніяк не намагався довести це формулювання експериментально, й навіть не оформив його як окремий закон у своїх друкованих роботах. Описуючи свій внесок до науки, він цей «закон» не зазначив.

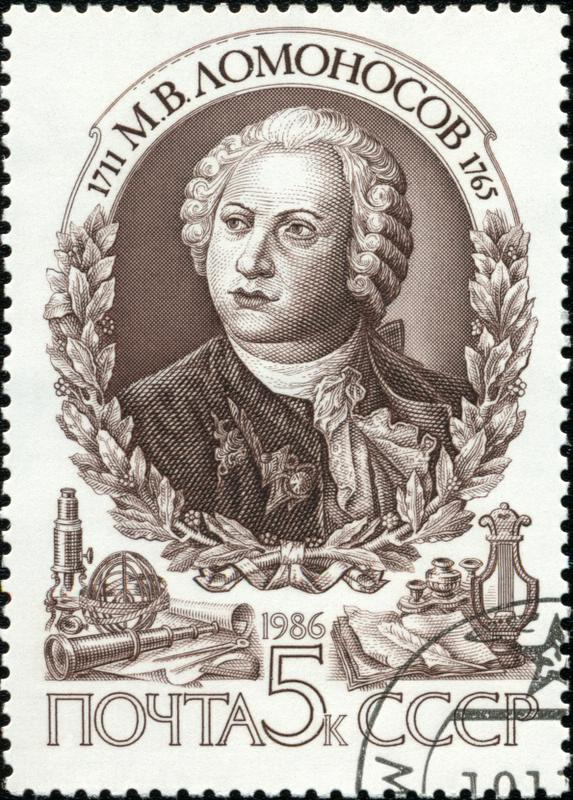
Поштова марка СРСР 1986 р.

1753 р. у «Слові про явища повітряні і їх залежність від електричної сили» він виклав теорію атмосферної електрики. У своєму «Слові про народження металів від струсів землі» він за 60 років до Юнга висунув ідею про «невідчутні землетруси», тобто повільні коливання земної кори.[джерело?] У «Курсі щирої фізичної хімії» (1754 р.) Ломоносов висловив свої погляди на утворення кристалів і наполегливо рекомендував «добре досліджувати фігуру кристалів і вимірювати їх».[джерело?]
1739 року, перебуваючи у Німеччині, Ломоносов дізнавшись про успіхи Росії у її війні з Туреччиною під час облоги Хотина) написав «Оду про взяття Хотина», що стала одним із перших російськомовних літературних творів. 1748 року Кирило Розумовський вручив його вітальну оду цариці Єлизаветі. Вона одразу подарувала автору дві тисячі карбованців. Відтоді його оди стали обов'язковою частиною всіх придворних урочистостей. Вони були написані «високим штилем», що вирізнявся надзвичайною піднесеністю й бурхливим словом.
1739 року надіслав до Академії трактат з теорії російського віршування.
1748 року він видав «Риторику» — перший у Російській імперії друкований посібник з теорії літератури й ораторського мистецтва. Для її створення він скористався не лише старими латинськими риториками Кауссіна та Помія, а й сучасними йому роботами Готшеда та Вольфа.
1755 р. було надруковано «Російську граматику», що витримала потім чотирнадцять видань й зберігала практичне значення протягом ста років[джерело?]. «Граматика» Ломоносова базується на «Граматиці» Мелетія Смотрицького 1619 року. Ломоносов позначає, що писано граматику з української, московитської та північної розмовної мови. Так, наприклад, параграф 111 описує, що для мови московитів є характерною особливість, коли вимовляється «о», але пишеться «а», — «Масква» замість «Москва», «панимаеш» замість «понимаешь». Так, за уявленнями Ломоносова, проявляється нібито фіноугорський вплив на московитів, що мав би залишитися незмінним за 300 років.

Ще в 1740-ві роки Ломоносов вивчав мозаїчні роботи, привезені з Риму графом Михайлом Воронцовим. Ломоносов за два роки відтворив рецепти італійських смальт (скляних сплавів). Йому довелося самому стати художником, тому що майстрів-мозаїчників у Росії не було.

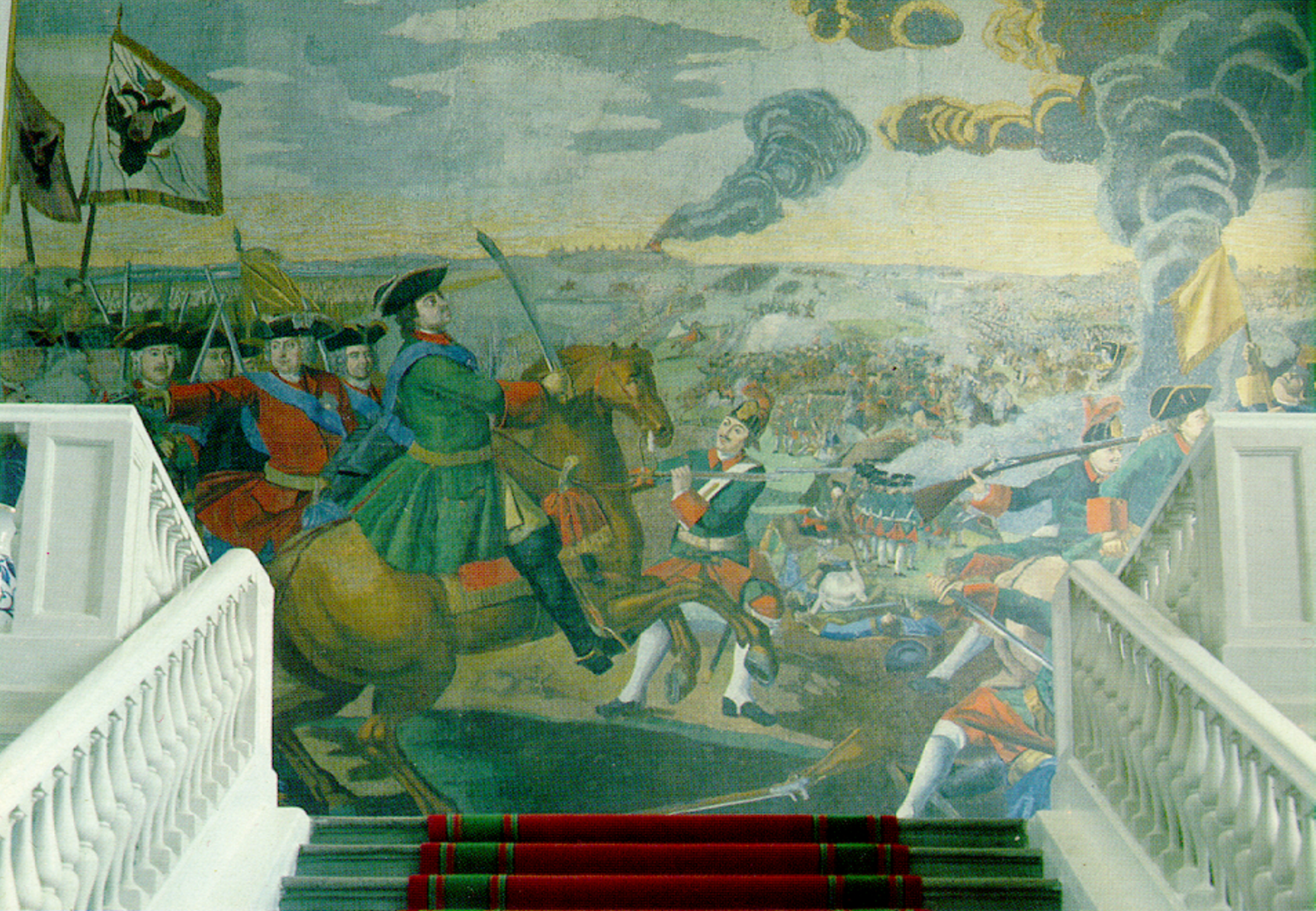
Мозаїка «Полтавська баталія»
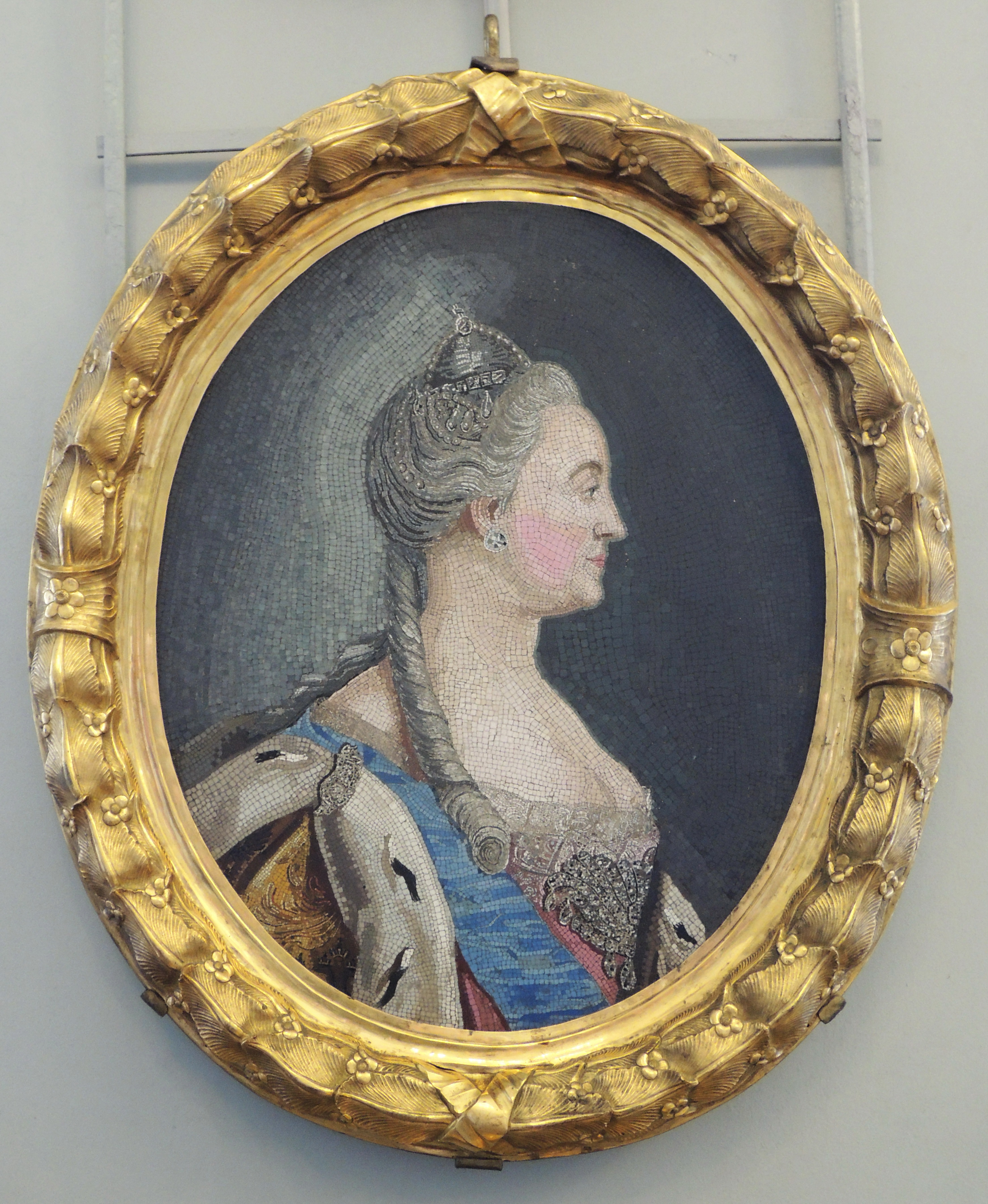
Катерина II
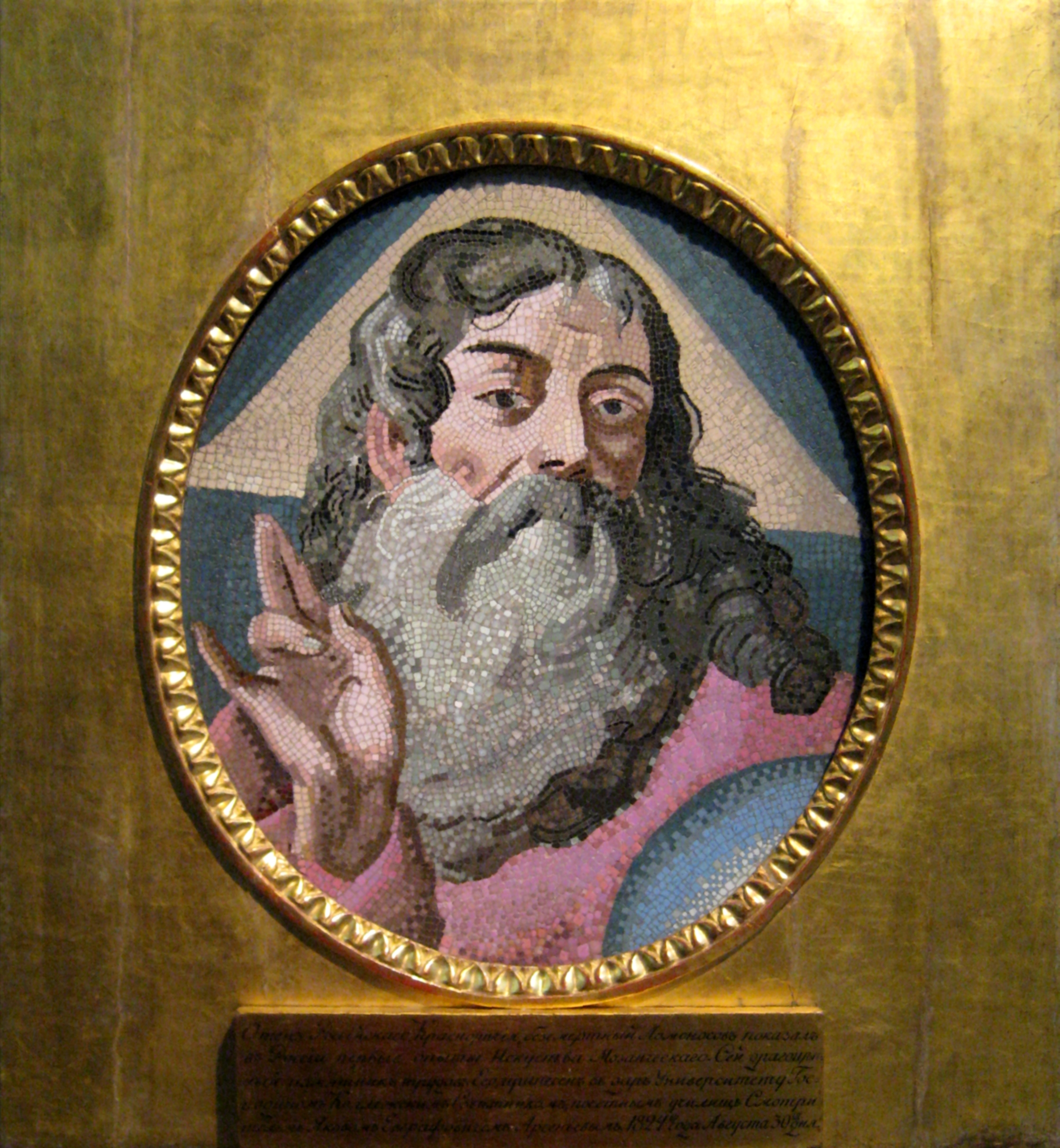
"Господь Саваоф"
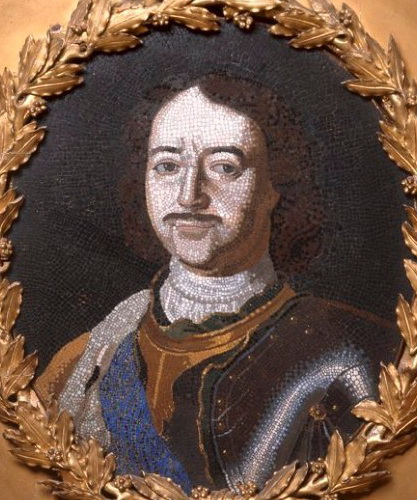
Петро І
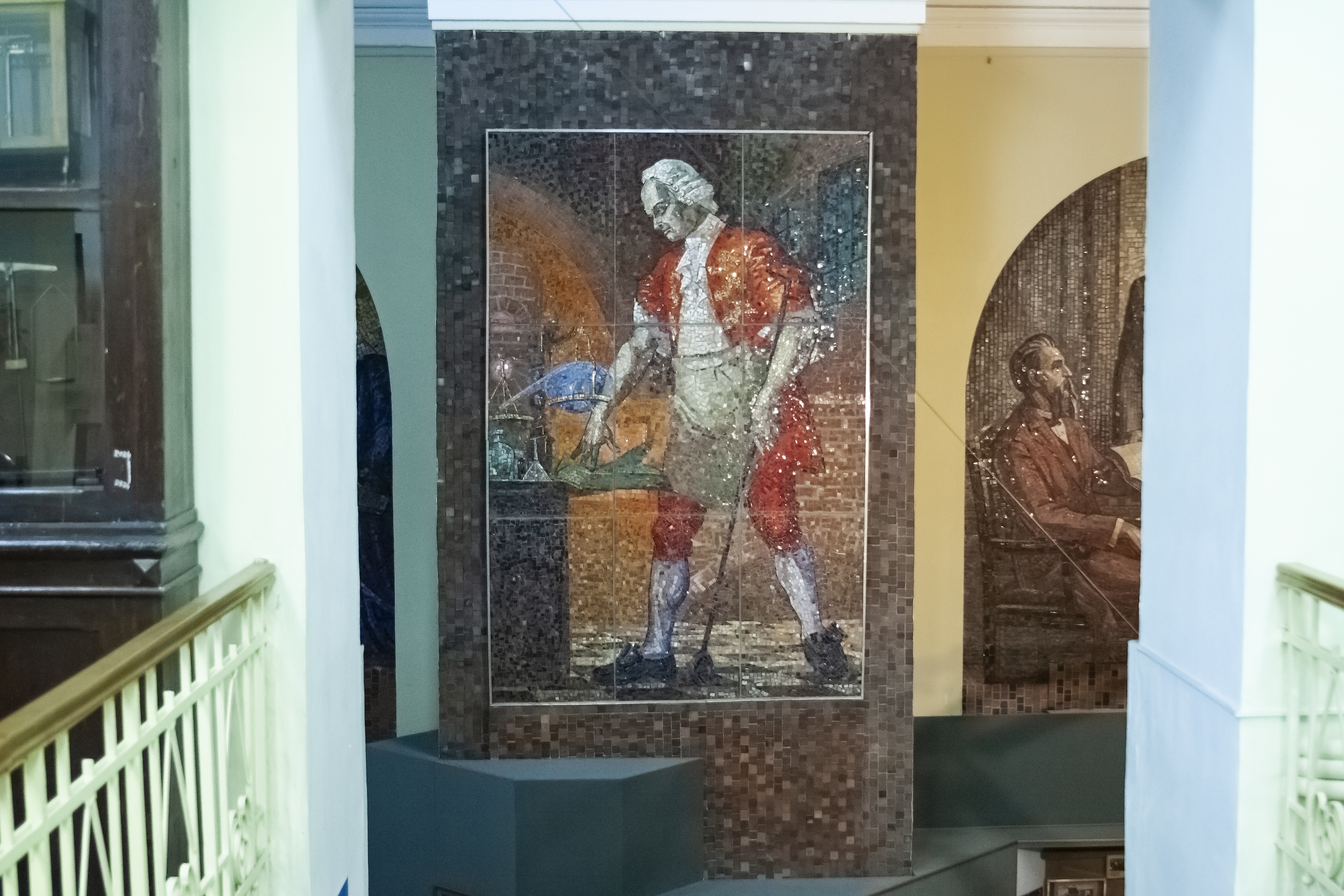
Політехнічний музей
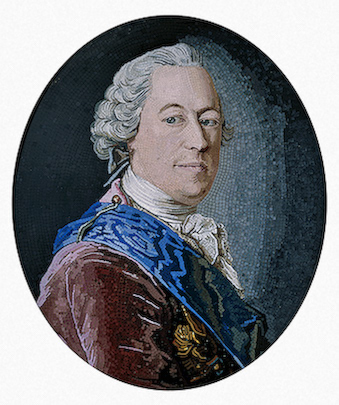
Воронцов М.В.
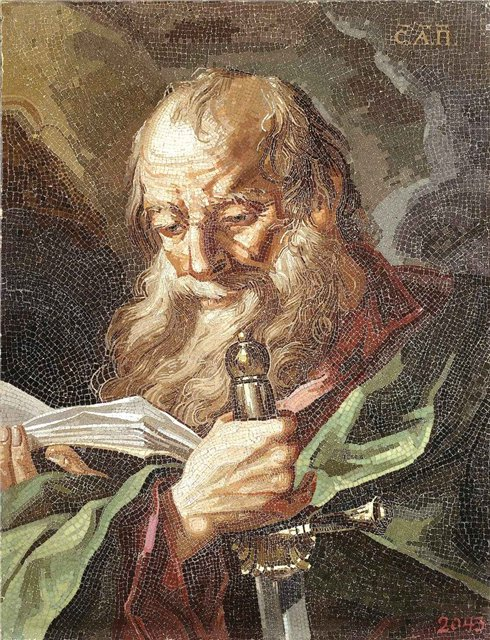
Апостол Павло
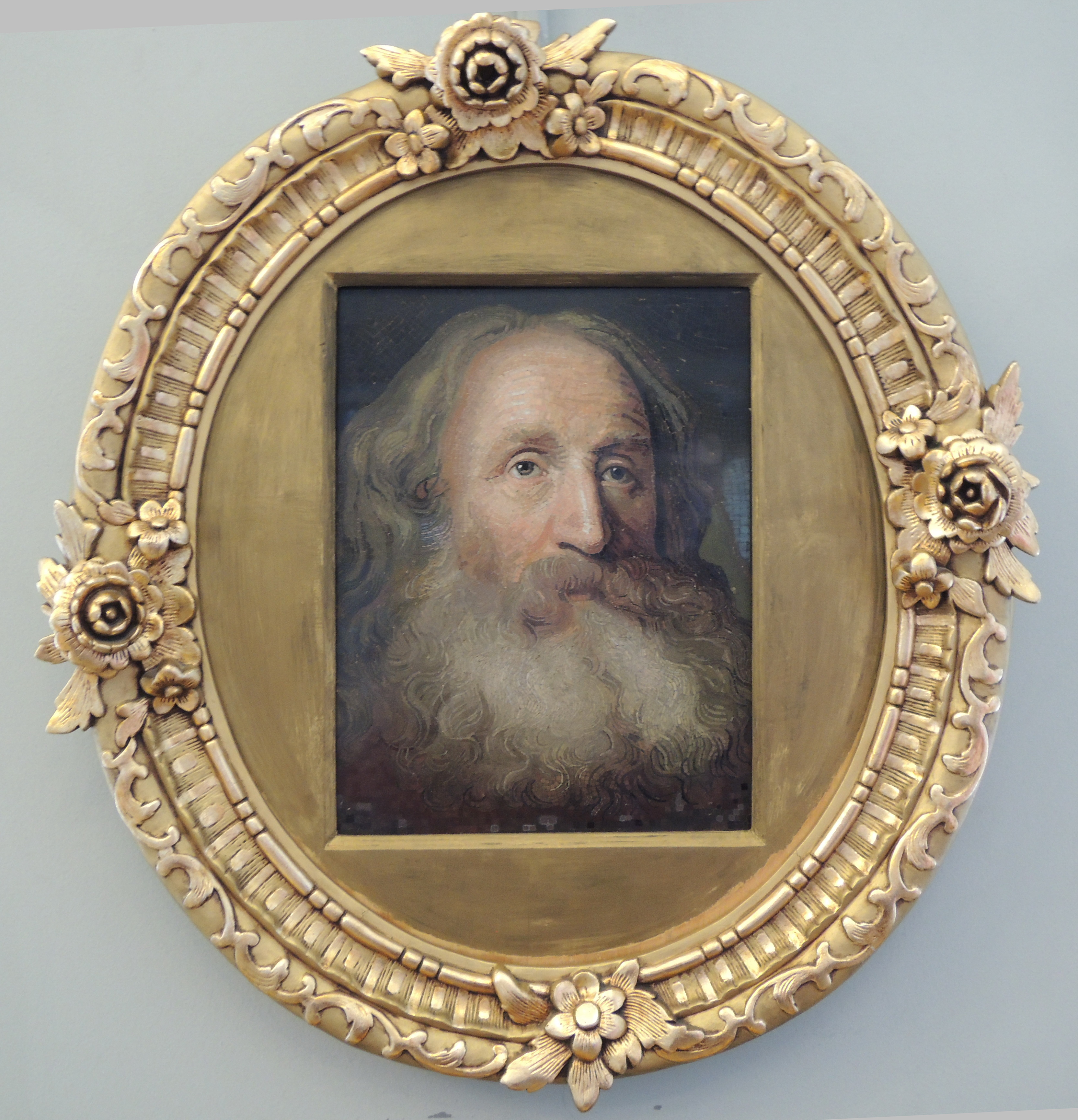
автор мозаїки Матвей Васильєв[ru]

Улітку 1752 р. він завершив першу роботу — мозаїчний образ Богоматері, який подарував імператриці Єлизаветі. Слідом за тим він узяв собі двох учнів і склав мозаїчний портрет Петра I. 1753 р. Ломоносов одержав у подарунок від Єлизавети I маєток за 64 версти від Петербурга в Усть-Рудицях та 200 душ кріпаків для роботи на скляній фабриці, яку було збудовано за казенний кошт. 1756 р. Ломоносов одержав від імператриці у власність «погоріле місце» на Мойці, відбудував там двоповерховий будинок і переніс до нього мозаїчну майстерню. За наступні дев'ять років там було виготовлено кілька портретних мозаїк. Чотири роки Ломоносов з учнями працювали над величезною картиною для монумента Петрові — Полтавською баталією". Її було завершено 1764 р. вже після смерті Єлизавети.
1753 р. імператриця через свого фаворита Івана Шувалова повідомила Ломоносова, що «воліла б бачити Російську історію, написану його стилем». У середині 1758 р. Ломоносов надав Шувалову рукопис першого тому (до смерті Ярослава Мудрого). Працю було надруковано вже після смерті автора 1766 р.
6 червня (26 травня за юліанським календарем) 1761 р. Ломоносов спостерігав у себе в будинку за допомогою власноруч виготовленого телескопа рідкісне астрономічне явище — проходження Венери над сонячним диском й начебто відкрив атмосферу планети. Однак останні дослідження кажуть про те, що він, найпевніше, лише неправильно витлумачив оптичні явища, які були результатом низької якості телескопу, яким він користувався.
Після конфліктів із Шумахером, Таубертом, Епінусом, Міллером та ін. 1754 р. Ломоносов склав особливу записку «Про виправлення Академії», у якій написав, що в Академії начебто нічого не робиться для підготовки російських учених, що всю навчальну роботу занедбано. Він дійшов думки про необхідність створити незалежний від Академії університет, двері якого було б відчинено для всіх охочих. Йому вдалося схилити до своєї думки Шувалова. Ломоносов склав план університету, визначив його організаційну структуру і навіть програму викладання. Разом з університетом Ломоносов планував улаштувати гімназію.

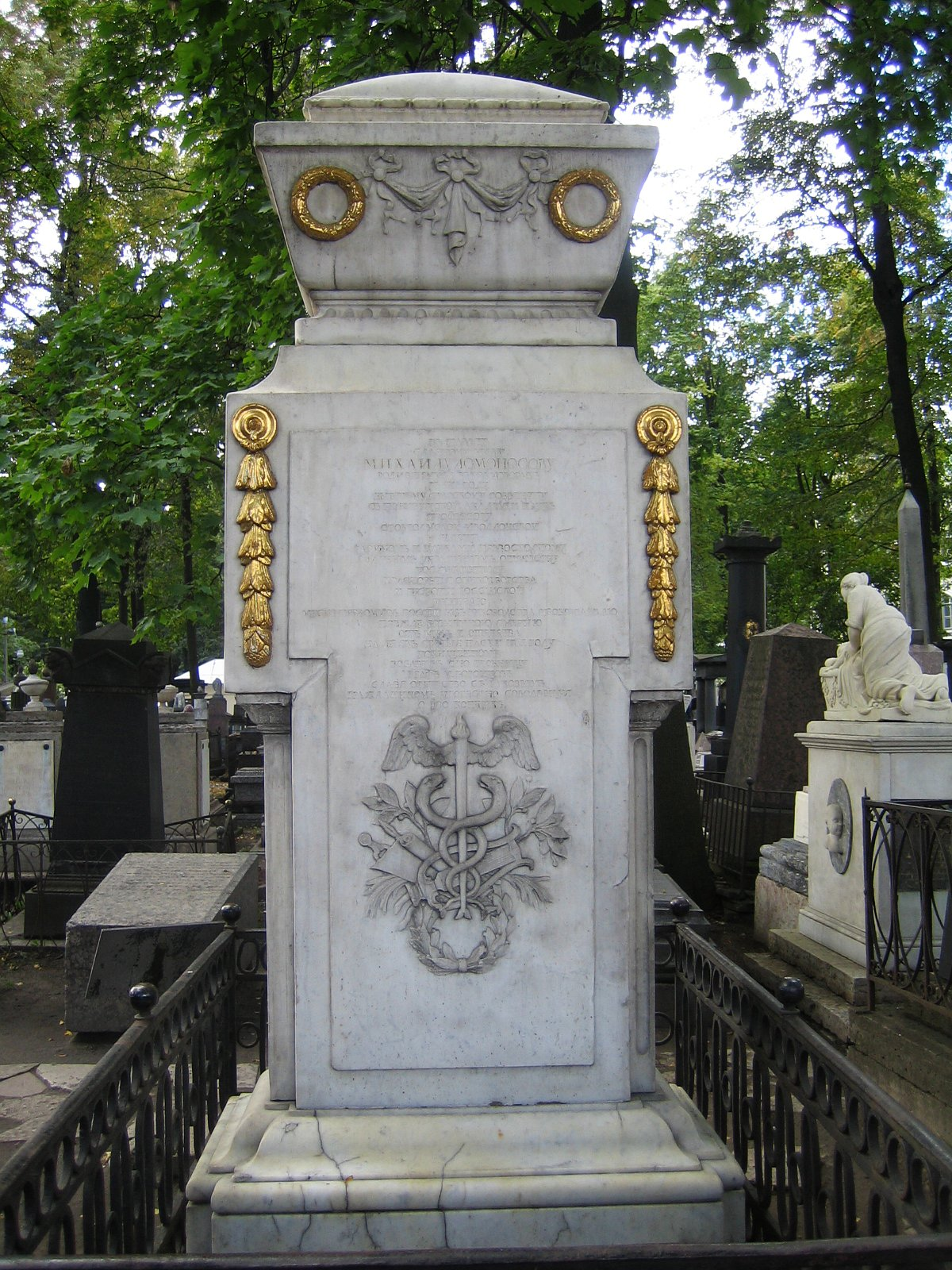

Шувалов план схвалив і подав його зі своєю «Доповіддю» до Сенату. У липні 1754 р. сенат затвердив це подання, а в січні 1755 р. «Указ про заснування в Москві Університету» було підписано Єлизаветою. Попервах університет розташовувався в казенному будинку колишньої палацової аптеки біля Воскресенських воріт. При ньому було відкрито одразу дві гімназії — «шляхетна» (для дворян) і «різночинна» (для мирян). Разом з університетом було створено друкарню, де спочатку друкували першу московську газету «Московські відомості». Потім там же стали видавати наукові, літературні і навчальні книги та підручники. Одним з перших було видано «Зібрання творів Ломоносова».
У лютому 1757 р. Ломоносов очолив географічний департамент петербурзького академічного університету, а потім його було призначено радником Академічної канцелярії і він разом з Таубертом став фактичним керівником Академії.
1760 р. у його безпосереднє підпорядкування перейшли академічні гімназія та університет. Завдяки Ломоносову становище студентів та гімназистів, які терпіли холоднечу і голод, дещо покращилося.
Увесь 1762 р. Ломоносов хворів. З початком правління Катерини II, користуючись тим, що нова імператриця перенесла на Ломоносова свою неприхильність до Шувалова, вороги стали брати над ним гору. У травні 1763 р. Ломоносова було відправлено у відставку. Однак Катерина скасувала свій указ. У жовтні Ломоносова було обрано почесним членом Академії мистецтв, а в грудні призначено статським радником. Улітку 1764 р. імператриця навіть відвідала хворого Ломоносова в його будинку.
Ломоносов помер від застуди в квітні 1765 р. «Вгамувався дурень й більше не шумітиме», — сказав його опонент, поет Олександр Сумароков. Спадкоємець російського трону Павло Петрович так висловився з цього приводу: «Що за дурнем шкодувати — скарбницю лише виснажував й нічого не робив».
8 квітня Ломоносов був похований на Лазаревському цвинтарі Олександро-Невської лаври.

## Внесок у розбудову російської історичної науки
В історичній науці Ломоносов вбачав своїм завданням пропагувати давність та самобутність слов'ян і російської культури. Він докладав зусиль, аби довести давнє походження росіян і виявити «далеку давнину слов'янського народу». Також він був послідовником «скіфсько-сарматської гіпотези» походження слов'ян. «Далека давнина» і скіфсько-сарматська теорія були потрібні для історичного обґрунтування імперських претензій Росії. Більш широке розселення давніх начебто "слов'ян" Європою Ломоносов прагнув використати в якості підстави для майбутнього загарбання європейських країн Російською імперією.
Через це він намагався довести спорідненість росіян з роксоланами та сарматами. Також виводив найдавніших слов'ян («венедів») із Трої. Таким чином він став одним із засновників так званої «слов'янської школи» в російській історіографії, автори якої, заперечуючи скандинавське походження назви «русь», прагнули віднайти її витоки у найрізноманітніших землях усіх історичних епох. Сам Ломоносов відтворив версію московської Степпеної книги (рос. Степенная книга) XVI ст. про походження Рюрика з прусів, які, за цією версією, були споріднені з римськими імператорами. Ідеї Ломоносова відображали настрої «російської партії», незадоволеної «німецьким засиллям» у тогочасній російській освіті та науці.
Про його прихильність до скіфсько-сарматської гіпотези етногенезу слов'ян свідчить, написана на замовлення імператриці Єлизавети, праця «Давня російська історія», де він ототожнював аорсів і роксан з «росіянами», які нібито перебувають у єдності з аланами. Причому Ломоносов вважав їх не іраномовними предками осетин, а слов'янами, одного кореня з варягами-росами та заперечував тогочасну норманську теорію, посилаючись серед іншого на «Окружне послання патріарха Фотія».
У полеміці з Герард-Фрідріхом Міллером Ломоносов стверджував, що відкидати через використання наукових методів такі офіційно схвалені легенди, як відвідування Андрієм Первозванним Русі політично небезпечно, що Міллер навмисне принижує гідність росіян і що завдання історіографії — це підкреслювати велич і давність російського народу, а темні сторінки історії слід замовчувати; він висловився проти публікацій робіт Міллера з російської історії. Згодом Ломоносов особисто брав участь у офіційному розслідуванні проти Міллера й обшуці його помешкання.
Також у своїй праці Ломоносов називав слов'янами і балтійські народи.. Він намагався подати історію слов'ян більш давньою, стверджуючи, що вони брали участь у Троянській війні, а потім заселили область Венето.

### Книги на історичну тематику
Основна праця Ломоносова на історичну тематику — «Давня Російська історія від початку російського народу до кончини великого князя Ярослава Першого, або до 1054 року». Вона вийшла друком вже по смерті автора. У ній Ломоносов починає історію слов'ян і «росів» з часів Римської імперії.
Книга «Короткий російський літописець з родоводом» стала першим підручником російської історії.

### Оцінки науковців
Сучасники Ломоносова, як російські, так і європейські, оцінювали його історичні роботи невисоко. Зокрема, Вольтер визнав ототожнення слов'ян з троянцями прийомом середньовічної, а не сучасної історіографії. Адже відомою особливістю середньовічної літератури був компілятивний принцип, який зводив у найвищу заслугу вченого переказ усього, що писалося з даного питання до нього. Не надавали серйозного значення його роботам також Щербатов, Карамзін та інші.
Спалахи інтересу до історичних робіт Ломоносова пов'язані з російським націоналістичним рухом ХІХ ст. почвенництвом та зі сталінською «боротьбою з космополітизмом» у 1940-1950-ті рр.
Його історична спадщина також критично оцінювалася авторами російської історичної школи в другій половині XIX століття. З негативною критикою сприймав ідеї Ломоносова Соловйов. Він писав, що в роботах Ломоносова відсутній системний виклад історії, аналіз політичних й соціальних відносин. М'якшою була позиція Ключевського, який відзначав недоліки риторичної історії, пояснюючи їх нерозробленістю дослідницької методології.

## Мовотворча діяльність
Михайло Ломоносов створив велику кількість слів та термінів російської мови. Зокрема рос. маятник, рос. насос, рос. притяжение, рос. созвездие, рос. рудник, рос. чертеж, рос. атмосфера, рос. вещество, рос. градусник, рос. преломление, рос. равновесие, рос. диаметр, рос. квадрат, рос. минус, рос. горизонт, рос. кислота та інші. 

## Оцінки творчості
Російський письменник Олександр Пушкін критично відгукувався про літературний талант Ломоносова: «Справний чиновник, не поет натхненний згори, не оратор, що потужно захоплює…
Його схоластична величавість, напівслов'янська, напівлатинська, зробилася було необхідністю…
У Ломоносові немає ні почуття, ні уяви. Оди його, писані на зразок тодішніх німецьких поетів, давно вже забутих у самій Німеччині, втомливі та надуті. Його вплив на словесність був шкідливий й досі у ній відгукується. Високопарність, вишуканість, відраза від простоти та точності, відсутність усякої народності та оригінальності — ось сліди, залишені Ломоносовим».

## Праці
- «Міркування про причину тепла і холоду», 1744 р.
- «Слові про явища повітряні і їхню залежність від електричної сили», 1753
- Вечерній роздум про Божу велич (ода, 1743)[RU]
- «Риторика» (1748) — перший у Росії друкований посібник з теорії літератури й ораторського мистецтва
- Список праць М. Ломоносова

## Образ у кінематографі
Михайло Ломоносов (фільм, 1986) — 9-серійний фільм «Від надр своїх», «Врата вченості» і «Во славу Батьківщини».
Дим Вітчизни (фільм, 1980), Михайло Ломоносов (фільм, 1955), Син рибалки (фільм, 1928) — фільм Олександра Івановського.